# Conus dujardini
Conus dujardini é uma espécie de gastrópode do gênero Conus, pertencente a família Conidae.